# فرقة بانزر السادسة (الفيرماخت)
فرقة بانزر السادسة (بالإنجليزية: 6th Tank Division) فرقة مدرعة في الجيش الألماني، هير، خلال الحرب العالمية الثانية، تأسست في عام 1939.
شارك الفرقة، التي تم تشكيلها في البداية كلواء خفيف، في غزوات بولندا وبلجيكا وفرنسا والاتحاد السوفيتي. من عام 1941 إلى عام 1945، قاتلت على الجبهة الشرقية، ولم تنقطع إلا بفترات إعادة التجديد التي قضتها في فرنسا وألمانيا. استسلمت في نهاية المطاف إلى القوات الأمريكية في تشيكوسلوفاكيا في مايو 1945 لكنها سُلِّمت إلى السلطات السوفيتية، حيث سيتم سجن معظم رجالها المتبقين في معسكرات العمل الشاق في غولاج.

## التاريخ
اللواء الأول هو وحدة ميكانيكية تأسست في أكتوبر 1937 في تقليد الشعبة الفرنسية Légère Mécanique. كان القصد منه القيام بأدوار الاستطلاع والأمن على مستوى الجيش التي كانت عادة مسؤولية سلاح الفرسان. تضمنت وحدات معاد تشكيلها ميكانيكية ومشاة آلية وكتيبة دبابات. مفهوم اللواء الخفيف، الذي تم التخطيط لإنشاء ثلاثة منه من قبل الفيرماخت، أظهر بسرعة طبيعته المعيبة وتم التخلي عنه. 

## القادة
قادة الفرقة: 
- Generalleutnant Erich Hoepner (10 نوفمبر 1938 - 23 نوفمبر 1938)
- اللواء الرائد فريدريش-فيلهلم فون لوبر (24 نوفمبر 1938 - 12 أكتوبر 1939)
- جنرال دير بانزرتروبي ويرنر كيمب (18 أكتوبر 1939 - 6 يناير 1941)
- Generalleutnant Franz Landgraf (6 يناير 1941 - يونيو 1941)
- الجنرال دير بانزيرتروب فيلهلم ريتر فون ثوما (يونيو 1941 - 15 سبتمبر 1941)
- Generalleutnant Franz Landgraf (15 سبتمبر 1941 - 1 أبريل 1942)
- الجنرال روبرت إرهارد روس (1 أبريل 1942 - 7 فبراير 1943)
- Generalleutnant Walther von Hünersdorff (7 فبراير 1943 - 16 يوليو 1943)
- اللواء الرائد فيلهلم كريسولي (16 يوليو 1943 - 21 أغسطس 1943)
- Generalleutnant Rudolf Freiherr von Waldenfels (21 أغسطس 1943 - 8 فبراير 1944)
- Generalleutnant Werner Marcks (8 فبراير 1944 - 21 فبراير 1944)
- Generalleutnant Rudolf Freiherr von Waldenfels (21 فبراير - 13 مارس 1944)
- Generalleutnant والتر دنكر أنا. V. (13 مارس 1944 - 28 مارس 1944)
- Generalleutnant Rudolf Freiherr von Waldenfels (28 مارس 1944 - 23 نوفمبر 1944)
- أوبرست فريدريش فيلهلم يورجنز (23 نوفمبر 1944 - 20 يناير 1945)
- Generalleutnant Rudolf Freiherr von Waldenfels (20 يناير 1945 - 8 مايو 1945)